# Isembardo da Turgóvia
Isembardo da Turgóvia (ca. 744 — 806) foi conde de Turgóvia e governante de Altdorf, e segundo uma das 3 hipóteses existentes terá sido o pai de Guelfo I de Altdorf ou mais comumente Guelfo I que viveu numa data entre 778 e 3 de setembro de 825, tendo este sido o pai de Conrado I de Auxerre, que foi conde de Argengau, de Paris e Auxerre, e foi abade leigo da Abadia de São Germain de Auxerre e da Abadia de São Galo.

## Relações familiares
Foi filho de Garino da Turgóvia e de Adelinda. Foi casado com Hermengarda com origem na Dinastia carolíngia, de quem teve:
1. Guelfo I de Altdorf casou com Heduvige da Baviera.